# Norman N. Greenwood
Norman Neill Greenwood (Melbourne, 19 gennaio 1925 – Leeds, 14 novembre 2012) è stato un chimico inorganico australiano naturalizzato britannico.
Greenwood FRS CChem FRSC è stato Professore Emerito all'Università di Leeds. Probabilmente viene meglio conosciuto per aver pubblicato un libro di testo innovativo Chemistry of the Elements, insieme con Alan Earnshaw, la cui prima edizione risale al 1984.

## Biografia
Dopo aver frequentato la University High School (1939–1942), Greenwood studia chimica alla Università di Melbourne e conseguito il titolo di BSc nel 1945 e di MSc nel 1948. Nel 1948 viene premiato con l'Esibizione borsa di studio del 1851 consentendogli un dottorato di ricerca presso il Sidney Sussex College a Cambridge sotto la supervisione di Harry Julius Emeléus. Riceve la PhD nel 1951.
Greenwood è stato ricercatore senior presso AERE dal 1951 al 1953 quando è stato nominato docente presso l'Università di Nottingham. Il suo primo studente PhD a Nottingham è stato Kenneth Wade (1954–1957).
Il professor William Wynne-Jones, che era il presidente della School of Chemistry al Kings College, Durham (diventata nel 1963 la University of Newcastle upon Tyne), nomina Greenwood primo presidente del dipartimento di chimica inorganica fondata nel 1961. Greenwood è stato nominato professore e presidente del dipartimento di chimica inorganica e strutturale presso l'Università di Leeds nel 1971, un incarico che ha ricoperto fino al suo ritiro nel 1990, quando gli è stato conferito il titolo di professore emerito.
Greenwood è stato eletto membro della Royal Society (FRS) nel 1987, ed è stato anche presidente della IUPAC ICD e della IUPAC CIAAW (1970-1975).

### Ricerche sperimentali
Le sue ricerche ad ampio raggio nella chimica inorganica e strutturale hanno fatto importanti progressi nella chimica degli idruri del boro e altri composti del gruppo principale della tabella periodica degli elementi. È stato anche un pioniere nell'applicazione della spettroscopia Mössbauer nei problemi di chimica.
È stato uno scrittore prolifico e un docente ispirandosi sui temi di chimica ed educativi, è stato un professore in visita in varie parti del mondo. È stato nominato dalla NASA come ricercatore principale nello studio delle rocce lunari. Nel periodo 1970-1975 come presidente della IUPAC CIAAW ha prodotto molti dati sui pesi atomici di composti inorganici.

## Pubblicazioni
- (EN) Norman N. Greenwood, Principles of Atomic Orbitals – Monograph for Teachers, Londra, Royal Society of Chemistry, 1968,  p. 48, ISBN 978-0854040285.
- (EN) Norman N. Greenwood, Ionic crystals, lattice defects and nonstoichiometry, Oxford, Butterworths, 1968,  pp. 194.
- (EN) Norman N. Greenwood e T. C. Gibb, Mössbauer Spectroscopy, Londra, Chapman & Hall, 1971,  pp. 659.
- (EN) Norman N. Greenwood e Alan Earnshaw, Chemistry of the Elements, unico, 2ª ed., Oxford, Butterworth-Heinemann, 1997,  pp. 1340, ISBN 978-0-08-037941-8.
- (EN) Norman N. Greenwood, Recollections of a Scientist Volume 1. Boyhood and Youth in Australia, Bloomington, Indiana (USA), Xlibris Corporation, 2012,  p. 288, ISBN 1-4691-7935-0. (Autoedizione)
- (EN) Norman N. Greenwood, Recollections of a Scientist, Volume 2: Expanding Horizons: England and Europe (1948–51), Bloomington, Indiana (USA), Xlibris Corporation, 2012,  p. 438, ISBN 978-1477151860. (Autoedizione)

Editore: Spectroscopic Properties of Inorganic and Organometallic Compounds, Royal Society of Chemistry, Volume 1 (1968) - Volume 9 (1976)